# Châtres-la-Forêt

Châtres-la-Forêt este o comună în departamentul Mayenne, Franța. În 2009 avea o populație de 799 de locuitori.